# ノーラ (ナポリ県)
ノーラ（イタリア語: Nola）は、イタリア共和国カンパニア州ナポリ県にある都市であり、その周辺地域を含む人口約3万4000人の基礎自治体（コムーネ）。
ノーラは、ローマ以前に起源を持つ古い都市である。第二次ポエニ戦争中には当地で三度にわたる戦闘が繰り広げられた（第一次、第二次、第三次ノーラの戦い）。カトリック教会ノーラ教区 (Roman Catholic Diocese of Nola) の中心都市で、司教座聖堂（ドゥオーモ）が置かれている。地動説を擁護する宇宙論を唱え、異端として火刑に処された16世紀の哲学者・科学者ジョルダーノ・ブルーノは、当地の生まれである。

## 地理

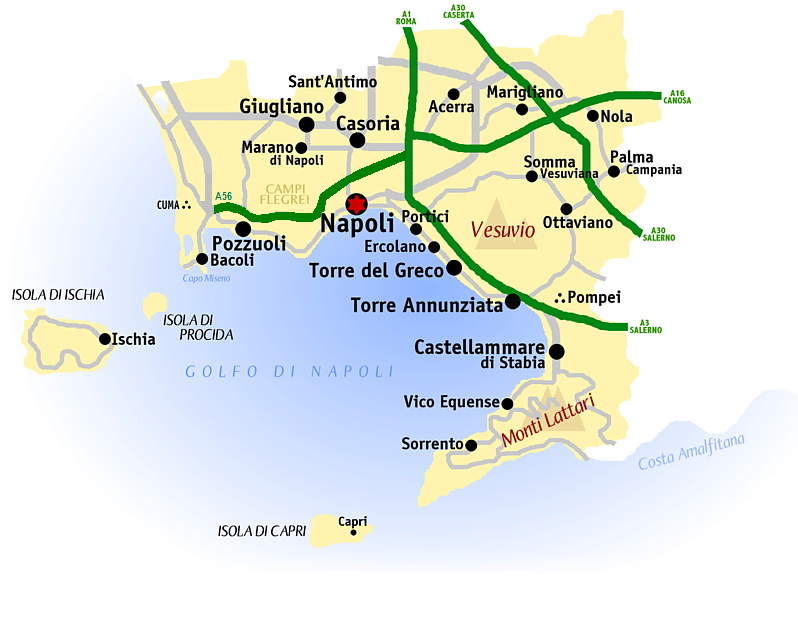
ナポリ県概略図

### 位置・広がり
ナポリ県北東部に位置する都市で、アヴェッリーノから西へ22キロメートル、カゼルタから南東へ23キロメートル、州都・県都ナポリから東北東へ23キロメートルの距離にある。市域は南北に細長く入り組んだ形状をしており、北はカゼルタ県と、南はヴェスヴィオ山北東麓のオッタヴィアーノと境を接する。また、シシャーノ、サヴィアーノ、ソンマ・ヴェズヴィアーナに接する形で飛び地がある。

#### 隣接コムーネ
隣接するコムーネは以下の通り。
| - ロッカライーノラ - 北 - チッチャーノ - 北 - カンポザーノ - 北 - チミティーレ - 北 - カザマルチャーノ - 北東 - ヴィシャーノ - 東 - リーヴェリ - 南東 - サン・パオロ・ベル・シート - 南東 - パルマ・カンパーニア - 南 | - サン・ジェンナーロ・ヴェズヴィアーノ - 南 - オッタヴィアーノ - 南西 - ソンマ・ヴェズヴィアーナ - 南西 - シシャーノ - 南西（飛び地を介して隣接） - サヴィアーノ - 南西 - サン・ヴィタリアーノ - 西 - マリリアーノ - 北西 - アチェッラ - 北西 - サン・フェリーチェ・ア・カンチェッロ (CE) - 北西 |

## 歴史

### 先史時代
ノーラ近郊で2011年に発見された、ノーラ＝クローチェ・デル・パーパ (Nola-Croce del Papa) の集落遺跡は、青銅器時代初期の小規模な村で、紀元前17世紀のヴェスヴィオ火山の噴火（アヴェッリーノ噴火 (Avellino eruption) ）の際に放棄されたものである。住民たちは多くの陶器やさまざまな工芸品を置き去りにした。

### 古代

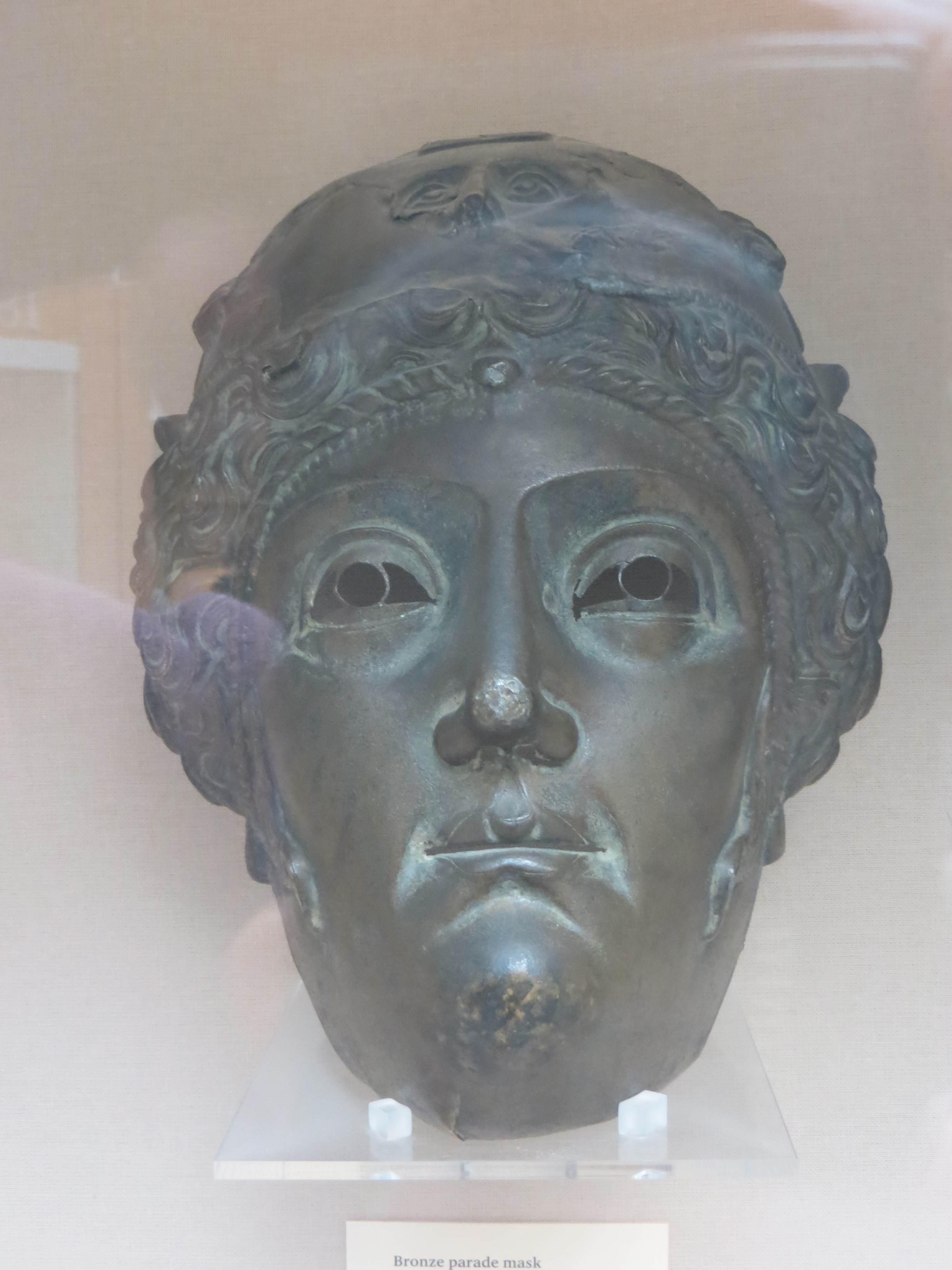
A 2nd-century bronze parade mask found in a Roman tomb at Nola

ノーラはカンパーニャの最も古い都市の一つであり、最も古いコインにはヌヴラナ (Nuvlana) という名前が刻まれている。この都市はアウソニ人 (Ausones) によって建設されたと考えられる。
ローマの支配下、第二次ポエニ戦争におけるハンニバルのイタリア侵攻中に、当地は三度にわたって戦場となった。第一次（紀元前216年）、第二次（紀元前215年）、第三次（紀元前214年）の戦いにおいて、都市はマルケッルスによって防衛された。同盟市戦争（紀元前91年 - 紀元前88年）においては、サムニウム人 (Samnites) の反乱によって陥落した。スパルタクスの反乱（第三次奴隷戦争）においては、略奪を受けた。初代皇帝アウグストゥスは、紀元14年8月19日、ノーラにおいて死去した。彼の死去の場所は、彼の父ガイウス・オクタウィウスと同じ部屋であった。
アウグストゥスとウェスパシアヌスは、この地域に多くの植民市を築いた。ローマ街道のネットワークにおいて、ノーラはポピリア街道 (Via Popilia) 上にあってカプアとヌケリア・アルファテルナ（現在のノチェーラ・インフェリオーレ）の間に位置し、アベラ（現在のアヴェッラ）とアベリヌム（現在のアヴェッリーノ）に至る支道が分岐していた。比較的僻地であるにもかかわらず、ノーラはムニキピウムとしての地位を保ち、自身の機関を有しており、オスク語の使用を維持していた。古代都市の舗装も発見されているが、状態の回復には十分に意を払われていない。ノーラでは、ギリシャ陶器の花瓶が多く作られた。これらは黄色の粘土と黒く輝く釉薬を使い、赤く彩色されたものである。
キリスト教の台頭後、ノーラには司教座が置かれた (Roman Catholic Diocese of Nola) 。ノーラ司教であり元老院議員でもあったパウリヌス (Paulinus of Nola) は、伝統的にはキリスト教徒の礼拝に鐘を導入した人物と信じられている。小さなハンドベルをnola、大きなタワー・ベルをcampanaと呼ぶのは、彼の居所とその周辺地域の名から来ているという。聖人とされたパウリヌスの聖遺物があることによって、町はキリスト教の巡礼地になった。

### 中世
ノーラは、410年に西ゴート族のアラリックによって、453年にガイセリック率いるヴァンダル族によって略奪された。904年にイスラム教徒によって襲撃され、13世紀にはシチリア王マンフレーディによって占領された。
アンジュー家のシチリア王カルロ1世（シャルル・ダンジュー）の下で、ノーラはギ・ド・モンフォール (Guy de Montfort, Count of Nola) （シモン・ド・モンフォールの子）に与えられた。その後、ノーラ伯の地位は長女の夫であるオルシーニ家に引き継がれ、一族によって保持された。

### 近代
1460年のノーラの戦い（サルノの戦い (Battle of the Sarno (1460)) ）では、アンジュー家のカラブリア公ジャン2世が巧みな戦略でナポリ王フェルディナンド1世を打ち破り、フェルディナンドはわずか20人で戦場を逃れた。しかし、フェルディナンドには教皇ピウス2世や、ミラノ公フランチェスコ・スフォルツァ、アルバニアのスカンデルベグらによって支持されており、彼の妻イザベラ (Isabella of Clermont) がジャンの支持者を奪うことに成功すると、フェルディナンドは次の10年間で彼の領土を回復した。ノーラはその後、15世紀と16世紀に地震による破壊が繰り返された後、重要性を失った。
1820年、ナポリ王国の軍人であったグリエルモ・ペペ将軍率いるナポリ革命がノーラで始まった（カルボナリも参照）。

## 社会

### 環境問題

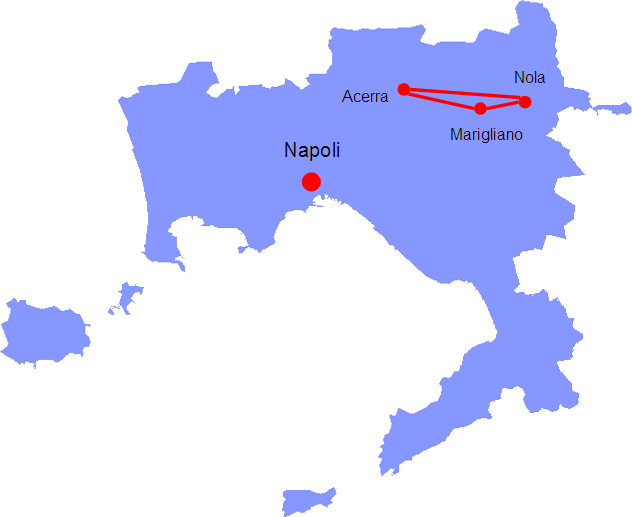
「死の三角地帯」

アチェッラ、マリリアーノ、ノーラ一帯では、不法な廃棄物処理によって深刻な健康被害が出ており、「死の三角地帯」(Triangolo della morte) という不名誉な称号を得ている。1980年代頃から当地の犯罪組織カモッラが有害廃棄物の不法投棄や焼却に関わった影響で、周辺地域ではがん患者などが増加している。

## 交通

### 鉄道
RFI（旧イタリア国鉄）
- カンチェッロ＝アヴェッリーノ線 (it) 
ノーラ駅 (it:Stazione di Nola (RFI))

チルクムヴェスヴィアーナ鉄道
- ナポリ＝バイアーノ線 (it:Ferrovia Napoli-Nola-Baiano) 
ノーラ駅 (it:Stazione di Nola (Circumvesuviana))

### 道路
南北に長い市域を、北西から南東にA30が縦貫している。市域中部、市街地北側にA16が横断している。A16とA30は、市域西部のジャンクション（所在地はノーラとサン・ヴィタリアーノにまたがる）で交差する。
アウトストラーダ
- アウトストラーダ A30
- アウトストラーダ A16

## 人物

### 著名な出身者
- ノーラの聖フェリクス（英語版） - 3世紀の殉教者、キリスト教の聖人。
- ジョヴァンニ・ダ・ノーラ（英語版） - 15-16世紀の彫刻家。
- ジョヴァンニ・ドメニコ・ダ・ノーラ（英語版） - 16世紀の作曲家。
- ジョルダーノ・ブルーノ - 16世紀のドメニコ会修道士・哲学者。

### ゆかりの人物
- ハンニバル 、マルクス・クラウディウス・マルケッルス  - 第二次ポエニ戦争で第一次、第二次、第三次と当地で激戦を繰り広げた。
- アウグストゥス - ローマ皇帝。当地で没。
- ノーラの聖パウリヌス（英語版） - 4-5世紀の聖職者・詩人、キリスト教の聖人。